# Polinomis ortogonals
En matemàtiques, una seqüència polinomial ortogonal és una família de polinomis de tal manera que dos polinomis diferents de la seqüència són ortogonals entre si sota algun producte interior.
Els polinomis ortogonals més utilitzats són els polinomis ortogonals clàssics, formats pels polinomis d'Hermite, els polinomis de Laguerre i els polinomis de Jacobi. Els polinomis de Gegenbauer formen la classe més important de polinomis de Jacobi; inclouen els polinomis de Chebyshev i els polinomis de Legendre com a casos especials.
El camp dels polinomis ortogonals es va desenvolupar a finals del segle XIX a partir d'un estudi de fraccions continuades de PL Chebyshev i va ser seguit per AA Markov i TJ Stieltjes. Apareixen en una gran varietat de camps: anàlisi numèrica ( regles de quadratura ), teoria de la probabilitat, teoria de la representació (de grups de Lie, grups quàntics i objectes relacionats), combinatòria enumerativa, combinatòria algebraica, física matemàtica (la teoria de les matrius aleatòries, integrable). sistemes, etc.), i teoria de nombres. Alguns dels matemàtics que han treballat en polinomis ortogonals inclouen Gábor Szegő, Sergei Bernstein, Naum Akhiezer, Arthur Erdélyi, Yakov Geronimus, Wolfgang Hahn, Theodore Seio Chihara, Mourad Ismail, Waleed Al-Salam, i Re Richard Askey Lobatto.

## Definició de cas d'1 variable per a una mesura real
Donada qualsevol funció no decreixent α sobre els nombres reals, podem definir la integral de Lebesgue–Stieltjes {\displaystyle \int f(x)\,d\alpha (x)} d'una funció f. Si aquesta integral és finita per a tots els polinomis f, podem definir un producte intern en parells de polinomis f i g per {\displaystyle \langle f,g\rangle =\int f(x)g(x)\,d\alpha (x).}Aquesta operació és un producte interior semidefinit positiu en l'espai vectorial de tots els polinomis, i és definitiva positiva si la funció α té un nombre infinit de punts de creixement. Indueix una noció d'ortogonalitat de la manera habitual, és a dir, que dos polinomis són ortogonals si el seu producte interior és zero.
Aleshores la seqüència (Pn)∞
n=0</br> (Pn)∞
n=0 de polinomis ortogonals es defineix per les relacions {\displaystyle \deg P_{n}=n~,\quad \langle P_{m},\,P_{n}\rangle =0\quad {\text{for}}\quad m\neq n~.}
En altres paraules, la seqüència s'obté a partir de la seqüència de monomis 1, x, x 2,... pel procés de Gram-Schmidt respecte a aquest producte intern.
En general, cal que la seqüència sigui ortonormal, és a dir, {\displaystyle \langle P_{n},P_{n}\rangle =1,} tanmateix, de vegades s'utilitzen altres normalitzacions.

## Exemples de polinomis ortogonals
Els polinomis ortogonals més utilitzats són ortogonals per a una mesura amb suport en un interval real. Això inclou:
- Els polinomis ortogonals clàssics ( polinomis de Jacobi, polinomis de Laguerre, polinomis d'Hermite i els seus casos especials polinomis de Gegenbauer, polinomis de Chebyshev i polinomis de Legendre ).
- Els polinomis de Wilson, que generalitzen els polinomis de Jacobi. Inclouen molts polinomis ortogonals com a casos especials, com els polinomis de Meixner–Pollaczek, els polinomis de Hahn continus, els polinomis de Hahn duals continus i els polinomis clàssics, descrits per l'esquema d'Askey.
- Els polinomis d'Askey-Wilson introdueixen un paràmetre q addicional als polinomis de Wilson.

Els polinomis ortogonals discrets són ortogonals respecte a alguna mesura discreta. De vegades la mesura té suport finit, en aquest cas la família de polinomis ortogonals és finita, en lloc d'una seqüència infinita. Els polinomis de Racah són exemples de polinomis ortogonals discrets, i inclouen com a casos especials els polinomis de Hahn i els polinomis duals de Hahn, que al seu torn inclouen com a casos especials els polinomis de Meixner, els polinomis de Krawtchouk i els polinomis de Charlier.
Meixner va classificar totes les seqüències de Sheffer ortogonals: només hi ha Hermite, Laguerre, Charlier, Meixner i Meixner–Pollaczek. En cert sentit, Krawtchouk també hauria d'estar en aquesta llista, però són una seqüència finita. Aquestes sis famílies corresponen als NEF-QVF i són polinomis de martingala per a certs processos de Lévy.
Els polinomis ortogonals tamisats, com els polinomis ultraesfèrics tamisats, els polinomis de Jacobi tamisats i els polinomis de Pollaczek tamisats, tenen relacions de recurrència modificades.
També es poden considerar polinomis ortogonals per a alguna corba en el pla complex. El cas més important (a part dels intervals reals) és quan la corba és el cercle unitari, donant polinomis ortogonals al cercle unitari, com els polinomis de Rogers–Szegő.
Hi ha algunes famílies de polinomis ortogonals que són ortogonals en regions planes com ara triangles o discos. De vegades es poden escriure en termes de polinomis de Jacobi. Per exemple, els polinomis de Zernike són ortogonals al disc unitari.
L'avantatge de l'ortogonalitat entre diferents ordres de polinomis d'Hermite s'aplica a l'estructura de multiplexació per divisió de freqüència generalitzada (GFDM). Es pot portar més d'un símbol a cada quadrícula de gelosia temps-freqüència.